# Mercy Akide
Mercy Akide Udoh, mais conhecida como Mercy Akide (Port Harcourt, 26 de agosto de 1975) é uma ex-futebolista nigeriana, que atuava como meia. 

## Carreira
Akide integrou o elenco da Seleção Nigeriana de Futebol Feminino, nas Olimpíadas de 2000 e 2004. 